# ویشهوروویتسه
ویشهوروویتسه (به چکی: Vyšehořovice) یک منطقهٔ مسکونی در جمهوری چک است که در شهرستان پراگ-شرق واقع شده‌است.